# Växtskydd
Växtskydd är en del inom jordbrukssektorn, trädgårdsskötseln och skogsbruket som avser att skydda växter mot till exempel svamp och insektsangrepp eller för att bekämpa ogräs. Syftet med växtskydd är att bekämpa oönskade växter eller sjukdomar på önskade växter. Växtskyddsarbete dokumenteras enligt Jordbruksverkets, Naturvårdsverkets och Kemikalieinspektionens regler samt Miljöbalken.
Växtskyddsmedel innehåller till exempel bekämpningsmedel som fungicider mot skadesvampar, herbicider mot ogräs och insekticider mot skadeinsekter.
Även biologiska bekämpningsmedel, som till exempel nyckelpigor ingår i växtskydd. 